# Guanto di gomma

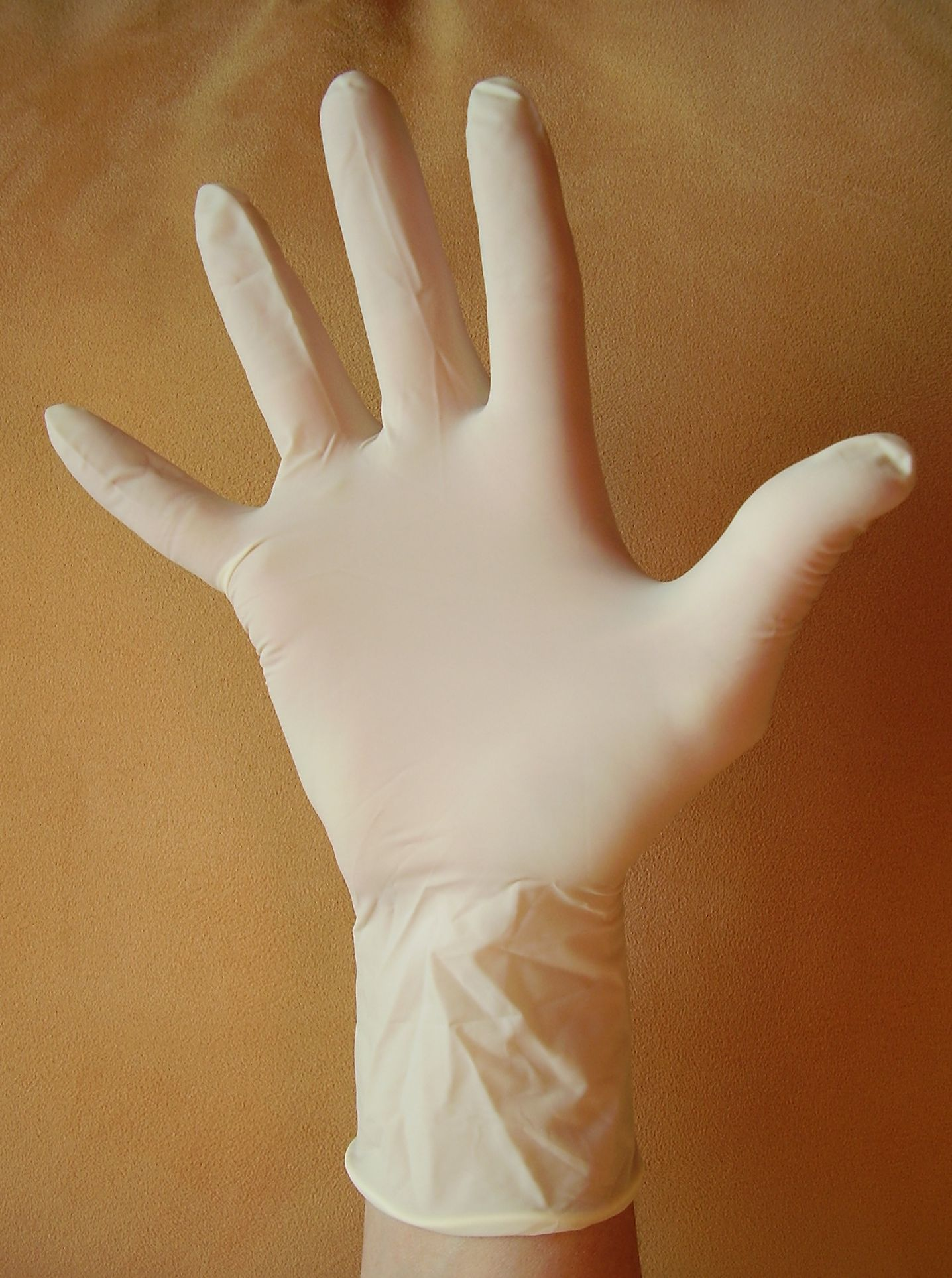
Guanto protettivo in lattice

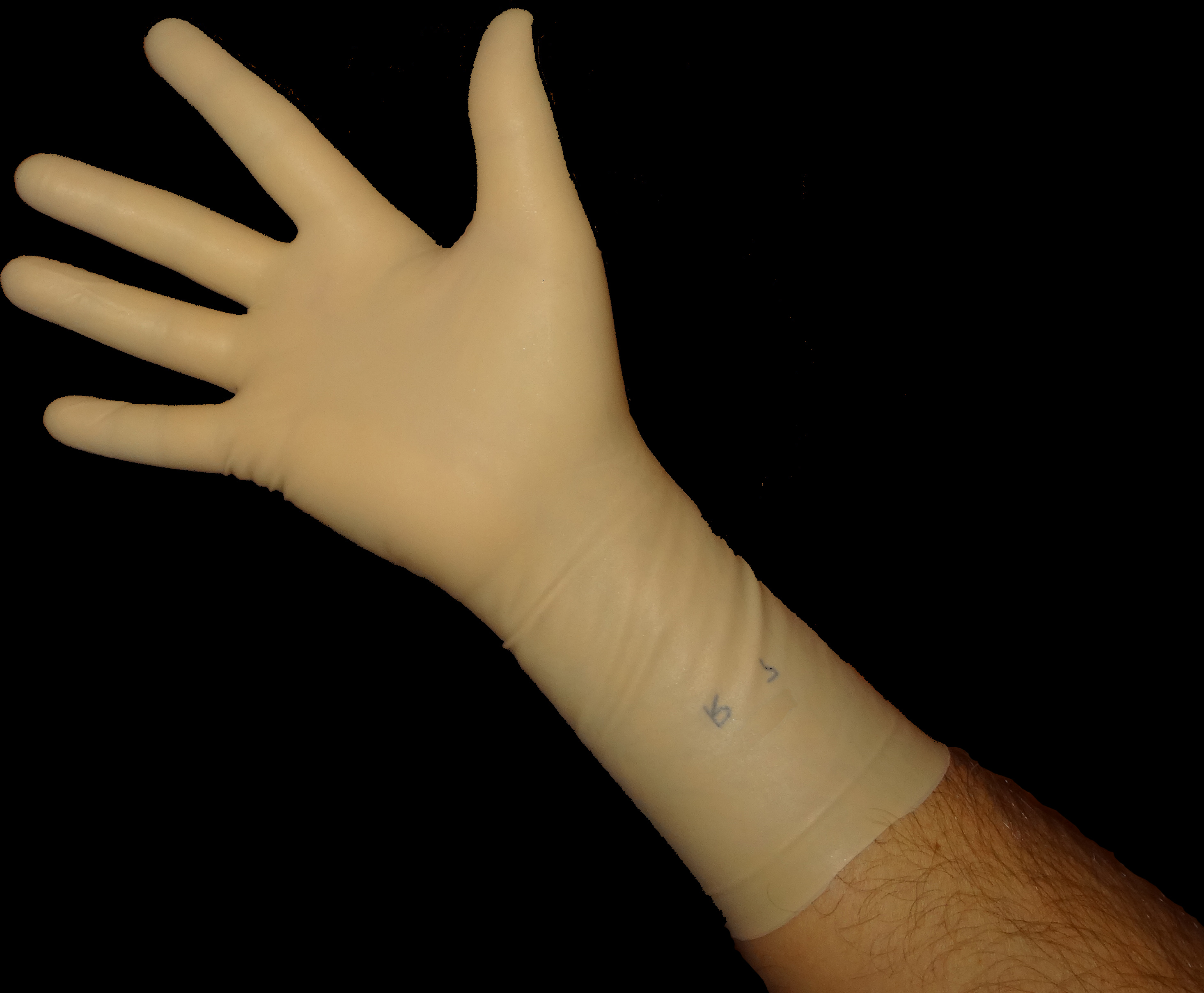
Guanto chirurgico in lattice, taglia 7. Il numero si legge al contrario, ma è al dritto quando viene estratto dalla confezione e mentre viene indossato, poiché l'estremità del polsino è ripiegata per permetterne una presa sterile.

Il guanto di gomma è un guanto, generalmente di lattice, ma prodotto anche in materiali ipoallergenici come "vinile" (Cloruro di polivinile, PVC) e "nitrile" (gomma nitrilica, gomma sintetica), destinato a proteggere le mani da agenti di vario tipo, principalmente dannosi per la pelle, oppure a proteggere i materiali manipolati, ad esempio cibi, da possibili contaminazioni.
I guanti di gomma si dividono in due categorie principali:
- Monouso, cioè "usa e getta", di ridotto spessore, di lunghezza solitamente appena sopravanzante il polso, ma ne esistono anche lunghi 29~30cm. Normalmente vengono scelti di taglia aderente, affinché restino fermi sulla mano durante l'uso. Possono essere dotati internamente di polvere di amido per facilitarne la calzata, oppure essere trattati chimicamente (clorinatura) o essere rivestiti di altra sostanza scorrevole. La superficie esterna può essere liscia, o leggermente ruvida; può talvolta avere una zigrinatura sotto alle dita per consentire una presa migliore.
- Multiuso, per ripetuti e vari utilizzi, di maggiori spessore e robustezza, di lunghezza variabile ma sempre sufficiente a coprire una parte dell'avambraccio, che calzano con maggior agio vista la necessità di essere infilati e sfilati più volte. Internamente possono essere felpati, per favorirne l'indossamento, oppure essere trattati chimicamente (clorinatura) o essere rivestiti di altra sostanza scorrevole. Esternamente presentano una zigrinatura per migliorare la presa.

Entrambe le categorie vengono impiegate in ambito domestico quanto professionale, ove spesso il loro impiego è regolamentato.
Nell'ambito domestico vengono impiegati per lo più nelle versioni multiuso, ad esempio per lavare i piatti e per le pulizie in genere. In ambito professionale, invece, l'uso è estremamente differenziato a seconda del settore e dello specifico impiego contingente. Volendo limitarsi a pochi esempi: nei laboratori son adottati per lo più in versione monouso per lavorare con sostanze pericolose per l'incolumità della pelle o per evitare la trasmissione all'operatore di agenti patogeni; nelle versioni sterili sono impiegati negli ospedali e ambulatori medici e veterinari per eseguire interventi chirurgici, o anche semplici visite specialistiche. Negli interventi di pubblico soccorso (ambulanze, protezione civile, etc.) proteggono sia i soccorritori da sangue e altri fluidi corporei, sia la persona soccorsa dal contatto diretto con le mani degli operatori.
I guanti chirurgici sono sterili, trattati ai raggi gamma, per evitare infezioni ai pazienti e hanno uno spessore poco superiore a quello dei  normali guanti monouso. Normalmente sono lunghi tra 27 e 30cm, ma ne esistono anche per uso ginecologico o veterinario lunghi 40~60cm.
I monuso per la loro leggerezza e la buona sensibilità al tatto sono anche utilizzati in altri campi professionali, quali l'archeologia per maneggiare delicati reperti, la farmacia per produrre medicinali, la gastronomia per la preparazione di pasta, dolci e altri alimenti ai sensi delle norme igieniche e talvolta anche per la somministrazione al banco.
Fermi restando i limiti di utilizzo descritti in apposite tabelle correlati alla loro resistenza alle varie sostanze chimiche, alla resistenza al taglio, all'abrasione, ecc.,  i guanti in gomma presentano poche controindicazioni; la più nota e percepita, soprattutto con i monouso, più aderenti, è la non traspirabilità, il conseguente sudore e i cattivi odori sull'epidermide. Nel caso di guanti multiuso, il problema è facilmente risolvibile con frequenti lavaggi e asciugatura al rovescio. In aggiunta, è consigliabile indossare al di sotto appositi guanti in filo di cotone sottile (analoghi alla fodera interna dei guanti sintetici "accoppiati con tessile"),  da asportare e far asciugare naturalmente all'aria alla fine del lavoro, il che rende possibile lavarli a intervalli maggiori di quelli che sarebbero richiesti al guanto in gomma esterno quando usato a contatto diretto con la pelle.
Alcune persone sono allergiche al lattice, perciò devono usare guanti realizzati con materiali sintetici come vinile, nitrile e poliisoprene.
I guanti in gomma naturale degradano a contatto con olii e grassi, per i quali sono preferibili quelli in "vinile" o "nitrile" descritti in esordio.